# Rete tranviaria di Nizza (1878-1953)
Lo sviluppo e l'esercizio della rete tranviaria di Nizza furono strettamente legati a quello dell'estesa rete di tranvie regionali che fra la fine dell'Ottocento e gli anni trenta immagliavano la Costa Azzurra.
Nata da una prima tranvia a cavalli inaugurata nel 1878, la rete urbana nizzarda venne in seguito rilevata nel 1897 dalla Compagnie des Tramways de Nice et du Littoral (TNL), che la trasformò a trazione elettrica.
La concorrenza stradale e una politica ai tempi non favorevole al trasporto su rotaia portarono nel secondo dopoguerra a un graduale ridimensionamento dei servizi, che a Nizza cessarono del tutto nel 1953.

## Storia

### La rete a cavalli e la prima linea elettrica
Per la costruzione e l'esercizio di una rete tranviaria a cavalli nelle strade di Nizza, nel 1876 si associarono la Société financière de Paris e la Société de Travaux Publics et de Constructions.
Il 27 febbraio 1878 venne dunque messa in servizio una linea tranviaria con trazione a vapore fra piazza Masséna e il ponte Magnan, primo nucleo di quella che sarebbe diventata una delle reti urbane più estese della Francia.
Inaugurata ufficialmente il successivo 3 marzo, tale prima tratta si estese in breve tempo in una rete di quattro linee a scartamento ordinario, così strutturata:
- Piazza Masséna - Pont Magnan
- Piazza Masséna - Abattoirs
- Piazza Masséna - Saint-Maurice
- Pont Magnan - Sainte-Hélène

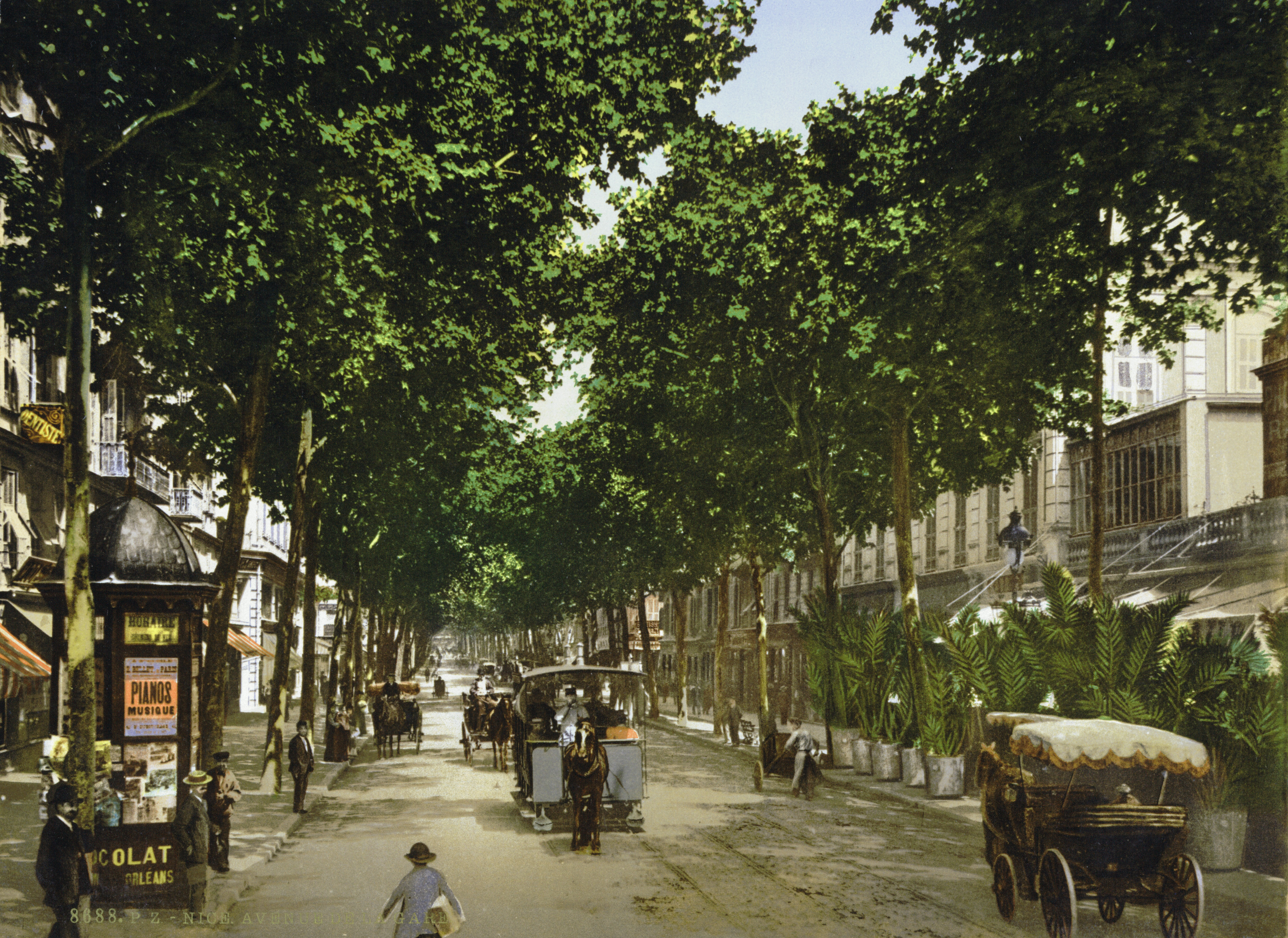
Un tram a cavalli a fine ottocento

Il 4 settembre 1879 l'esercizio passò alla Compagnie Générale des Omnibus de Marseille che a sua volta lo cedette, nel 1887, alla Société nouvelle des Tramways de Nice (SNTN).
Alle tranvie ippotrainate si aggiunse, per un certo periodo, un'ulteriore relazione: la Compagnie Anonyme des Tramways Électriques de Nice-Cimiez, fondata dal commerciante parigino Albert Sénéchal, ottenne infatti con decreto del 4 agosto 1895 la concessione per una linea tranviaria fra la rue de l'Hôtel des Postes e il giardino zoologico di Cimiez. Tale linea venne costruita con lo scartamento di 600 mm e fu attivata il 24 novembre dello stesso anno. Il tracciato, caratterizzato da un'impegnativa salita, impose l'utilizzo della trazione elettrica ad accumulatori; la velocità raggiunta dai convogli non superava i 20 km/h.

### La rete di Nizza e del litorale

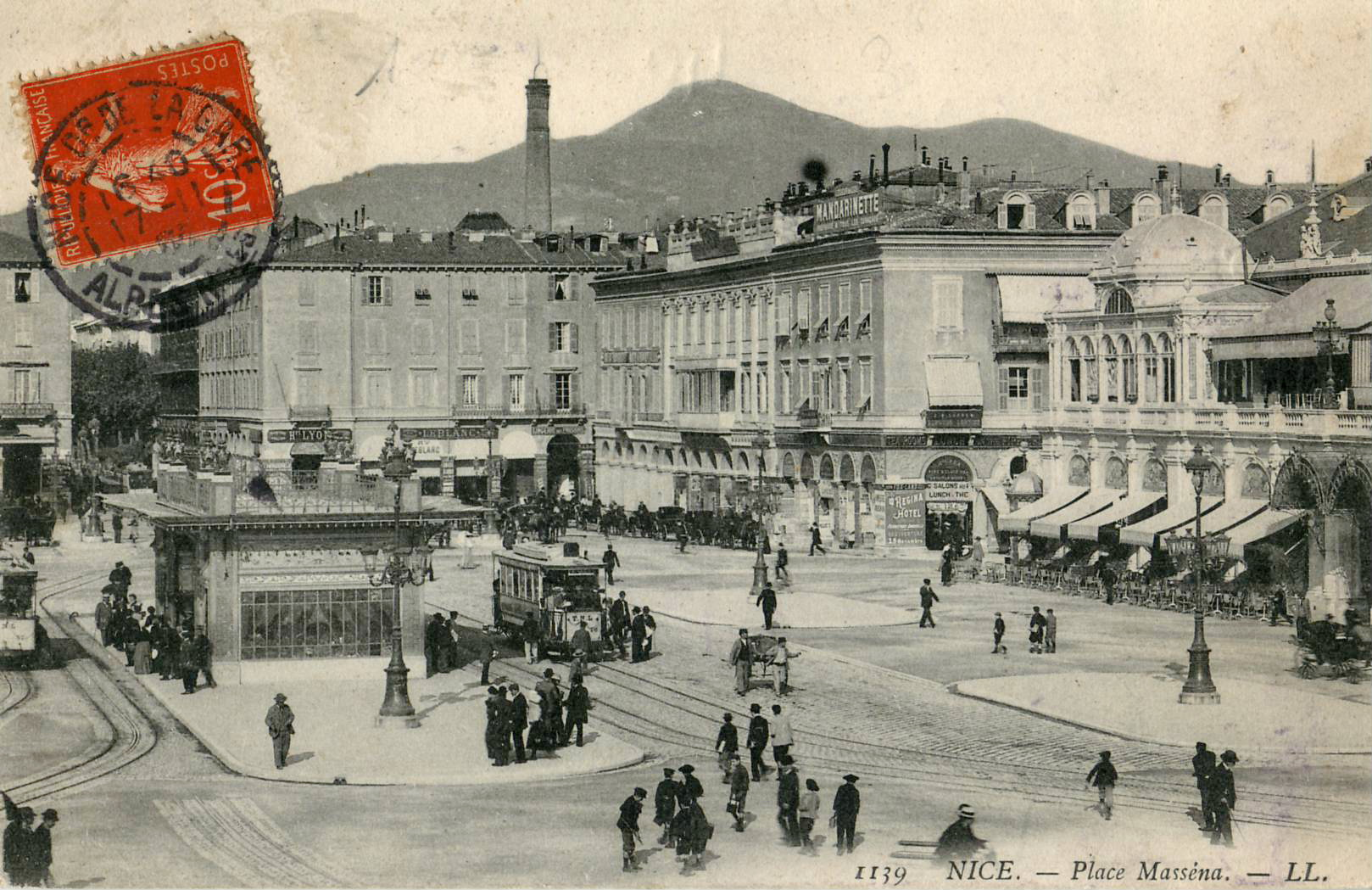
Piazza Masséna agli inizi del Novecento

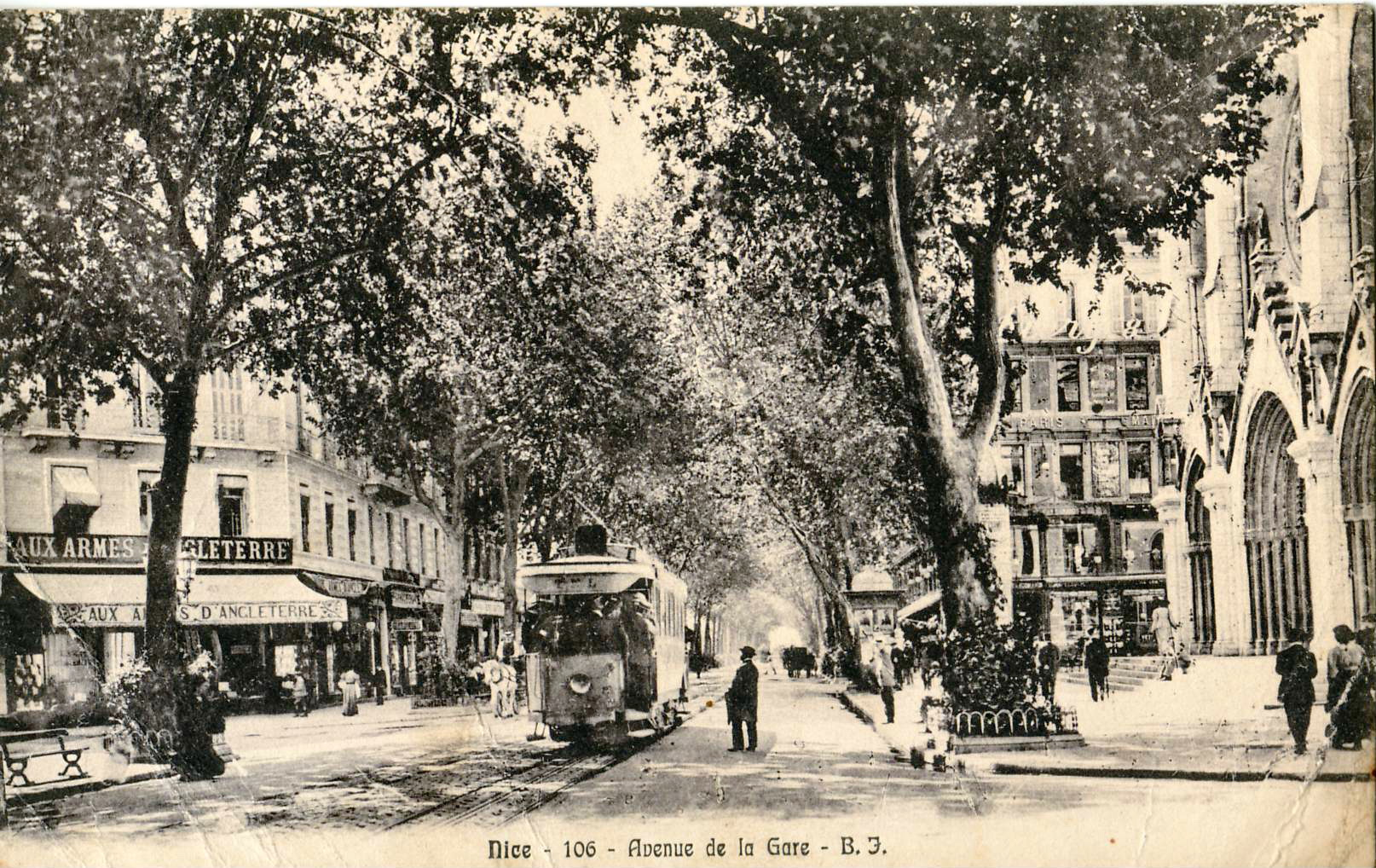
Avenue de la Gare prima del 1914

Alla fine del diciannovesimo secolo lo sviluppo turistico della Costa Azzurra rese necessaria la realizzazione di una rete di trasporto a servizio del litorale: la Compagnie des Tramways de Nice et du Littoral (TNL), che il 16 settembre 1897 era subentrata alla SNTN, intraprese dunque la costruzione di una linea a scartamento metrico e a trazione elettrica che congiungeva Cagnes a Mentone, attraversando le città di Nizza, Beaulieu e Monte Carlo, con diverse diramazioni a servizio dell'entroterra.
Parallelamente la rete urbana vera e propria, compresa quella di Cimiez, venne elettrificata a partire dal 1900 previa trasformazione dello scartamento. Tale insieme di linee raggiunse la sua massima estensione nel 1912, con cento elettromotrici in servizio su un insieme di relazioni che aveva il suo punto nodale in piazza Masséna.
L'apertura all'esercizio delle varie tratte avvenne con la seguente cronologia:
- Nizza - Cimiez, 13 gennaio 1900
- Place Masséna - Villefranche, 1 febbraio 1900
- Nizza - Saint-Laurent-du-Var, 7 febbraio 1900
- Le Port - Saint Maurice, 12 febbraio 1900
- Nizza - Cagnes, 14 marzo 1900
- Nizza - Contes, 2 giugno 1900
- Nizza - Beaulieu, 3 giugno 1900
- Magnan - Saluzzo (attraverso la rue Lépante), 3 novembre 1902
- piazza Gambetta - piazza Masséna (attraverso l'avenue Joseph Garnier), 3 novembre 1902
- Magnan - La Madeleine, 27 aprile 1908

A partire dal 1921 fu attuato un profondo rinnovamento del materiale rotabile; nel 1930 la rete comprendeva 144 km di linee, esercite con 183 motrici 96 remorchiate.
La concorrenza degli autoservizi, tuttavia, iniziò rapidamente a far perdere competitività al tram: divenute fortemente deficitarie, le linee lungo il litorale furono rimpiazzate da autoservizi nel 1929. 
Seguendo l'esempio di Parigi la municipalità nizzarda optò dunque per la soppressione anche della rete urbana, che nel 1939 non contava che 4 linee:
- linea 3, Abattoirs - La Madeleine - Trinité Victor
- linea 9, Porto - Saint Augustins
- linea 22, Stazione PLM - Carras
- linea 35, Rue Hôtel des Postes - Cimiez

Ulteriori due linee, già soppresse, dovettero peraltro essere riattivate allo scoppio della seconda guerra mondiale, a causa del sequestro degli autobus:
- linea 6, Passaggio a livello - Pasteur
- linea 7, Passaggio a livello - Riquier

In servizio sulla rete urbana risultavano allora 48 elettromotrici e 22 rimorchiate; la rete tranviaria del dopoguerra, bisognosa di estesi interventi di manutenzione, appariva tuttavia poco attrattiva per una città a vocazione turistica, per cui nel 1948 si decise di rimpiazzare la stessa con una serie di filovie. L'ultima corsa tranviaria avvenne il 10 gennaio 1953; da allora passarono 54 anni perché un tram ripercorresse la viabilità urbana, lungo la nuova tranvia di Nizza inaugurata nel 2007.
Quale vestigia dell'antica rete tranviaria urbana, nell'area dove sorgeva il deposito-officina "Sainte Agathe", situata nel quartiere di Riquier, è stato realizzato un centro commerciale denominato "Nice TLN".

## Caratteristiche tecniche
La rete urbana nizzarda, realizzata a scartamento metrico con rotaie tipo Phoenix, oltre al traffico passeggeri consentiva l'esercizio di alcuni servizi merci a servizio degli opifici di Contes (cementifera e gas di città), della stazione Gare du Sud della ferrovia Nizza-Digne e del porto, per il trasporto del carbone.

## Materiale rotabile
Del nutrito e variegato parco rotabili in possesso della TNL, solo alcune vetture erano dedicate all'esercizio sulla rete urbana. Per quanto riguarda l'esercizio a trazione elettrica, si trattava in totale di 72 elettromotrici, suddivise in due gruppi di 64 e 8 esemplari ciascuno, cui si affiancavano diverse rimorchiate.

### Materiale motore - prospetto di sintesi
| Unità   | Anno di acquisizione | Costruttore             |
| ------- | -------------------- | ----------------------- |
| 37÷100  | 1900                 | Ateliers de Saint-Denis |
| 251÷258 | 1925                 | Soulé                   |